# Braces Point
Der Braces Point (englisch für Spangenspitze) ist das nordöstliche Kap von Vindication Island im Archipel der Südlichen Sandwichinseln.
Teilnehmer der britischen Discovery Investigations, die das Gebiet 1930 vermaßen, benannten es als Low Point. Die heutige Benennung geht auf eine Empfehlung des UK Antarctic Place-Names Committee aus dem Jahr 1971 zurück. Namensgebend ist die zweiteilige Form der Landspitze, die wie eine Spange den ihr vorgelagerten Trousers Rock festzuhalten scheint.